# Bæredygtig Beton Prisen
Bæredygtig Beton Prisen er en pris indstiftet 2009 af Dansk Beton under Dansk Byggeri. Den kan tildeles arkitektonisk anvendelse af beton, der foregår med hensyn til social, ressourcemæssig, energimæssig og miljømæssig ansvarsbevisthed.
Prisen blev første gang uddelt i marts 2009, og vinder var Skuespilhuset i København med sine termoaktive betonkonstruktioner.

## Modtagere af prisen
- 2009: Skuespilhuset i København, Lundgaard & Tranberg og COWI.
- 2011: DANVA Vandhuset i Skanderborg
- 2013: Rabalder Parken i Roskilde
- 2015: Højvandsmuren - Le Mur i Lemvig
- 2017: sØnæs Klimapark i Viborg
- 2019: Sydhavn Genbrugscenter  i København [1]